# أمينة رشيد
جميلة بن عمر (11 أبريل 1936 – 26 أغسطس 2019)،، والمعروفة بأمينة رشيد هي ممثلة مغربية. قدمت للمسرح ما يزيد عن 60 عمل مسرحي ضخم وشاركت في العديد من الأعمال التلفزيونية منذ سنة 1962 وحتى أواخر حياتها، مارست العمل في الإذاعة المغربية كممثلة لسنوات طويلة وقدمت حوالي 3500 تمثيلية وسهرة ومسلسل إذاعي تألقت في مجال العمل السينمائي وشاركت في عدة أفلام شهيرة.

## مشوارها الفني
أظهرت أمينة رشيد شغفًا بالمسرح والتمثيل منذ طفولتها المبكرة، وفي النهاية لعبت دور البطولة في المسرحيات المدرسية. في أوائل الستينيات، أعلنت الإذاعة الوطنية المغربية عن حاجتها إلى ممثلين جدد. قبلت أمينة رشيد العرض وظهرت لأول مرة في المسرح الإذاعي، جنبًا إلى جنب مع رفيقة دربها حبيبة المذكوري، التي توفيت في عام 2011. في عام 1971، تدربت أمينة رشيد كممثلة في الخارج قبل أن تعود إلى المغرب للعمل في الشركة الوطنية للإذاعة والتلفزة. حيث التقت بزوجها المستقبلي وشريك حياتها عبد الله شقرون.
اشتهرت بأدوارها في العديد من الأفلام الروائية، وأشهرها البحث عن زوج امرأتي، للا حبي، مصير امرأة، فيها الملح والسكر أو مبغاتش تموت، وعايدة.

## وفاتها
توفيت مساء يوم الاثنين 26 أغسطس 2019، عن عمر ناهز الثالثة والثمانين، بعد صراع طويل مع المرض.

## بعض أعمالها

### أفلام
| - عايدة: 2015 - أياد خشنة: 2012 - فيها الملحة والسكر ومابغاتش تموت 3:2012 - غزل الوقت: 2008 - رحيمو: 2007 | - وداعا أمهات: 2007-مدام العطار - طلب عمل: 2005-أم سعاد - علاش لا: 2005 - مغربيات من القدس: 2005 - النية تغلب: 2001 | - كيد النساء: 1:1999 - فيها الملحة والسكر ومابغاتش تموت ج1:1999-الحاجة - مصير امرأة: 1999 - لالة حبي: 1997 - إبراهيم ياش: 1982 |

### مسلسلات
- هنية مبارك ومسعود: 2013
- العوني: 2006
- العوني (الجزء الأول):2005-فاتي
- الوصية: 1999

## روابط خارجية
- أمينة رشيد على موقع IMDb (الإنجليزية)
- أمينة رشيد على موقع قاعدة بيانات الأفلام العربية
- أمينة رشيد على موقع قاعدة بيانات الفيلم (الإنجليزية)